# Дебреценские сосиски

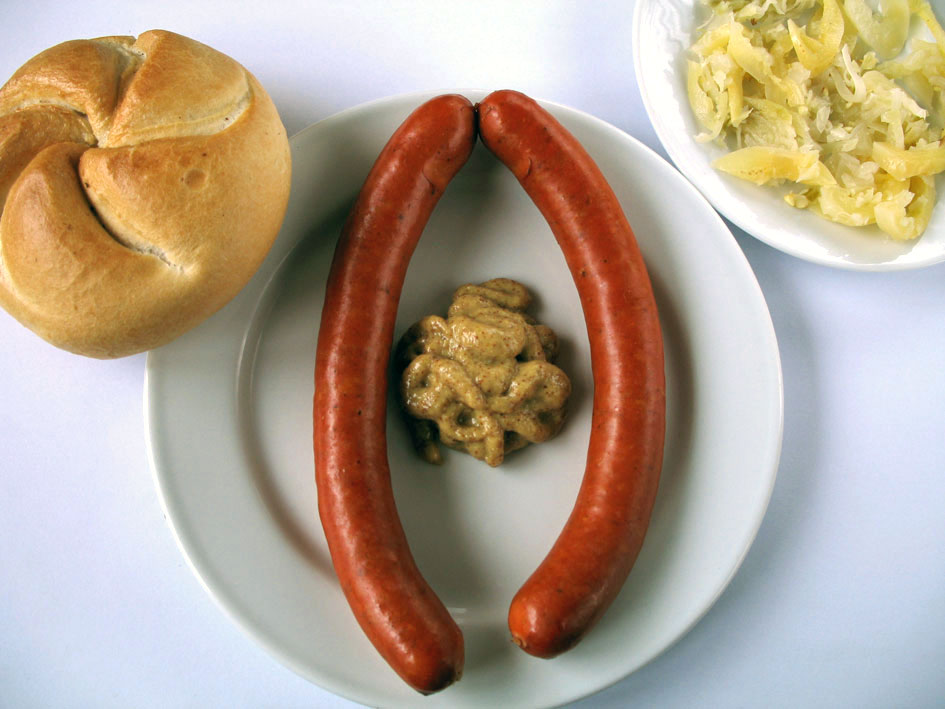
Дебреценские сосиски, сервированные с горчицей и булкой-кайзеркой

Дебреценские сосиски (дебреценские колбаски, нем. Debrecziner, Debreziner) — традиционные венгерские сосиски в натуральной оболочке из овечьей кишки, получившие распространение в Австрии, на юге Германии и на территориях бывшей Австро-Венгерской империи.
Дебреценские сосиски изготавливаются из говядины и свинины с добавлением паприки. Они используются для приготовления многих блюд венгерской кухни, которым придают привкус копчёностей, например, в дебреценском гуляше. Дебреценские сосиски подвергаются непродолжительному копчению и поэтому даже при длительной термической обработке не теряют мягкости и сочности.